# كارل جورج بارث
كارل جورج بارث (بالإنجليزية: Carl Georg Barth)‏ هو مخرج ومهندس ورياضياتي أمريكي، ولد في 28 فبراير 1860 في كريستيانية في النرويج، وتوفي في 28 أكتوبر 1939 في فيلادلفيا في الولايات المتحدة.